# G. Love and Special Sauce (album)
Pour le groupe, voir G. Love and Special Sauce.
Albums de G. Love and Special Sauce
Coast to Coast Motel
(1995)
G. Love and Special Sauce est le premier album de G. Love and Special Sauce, sorti en 1994.

## L'album
L'album fait partie des 1001 albums qu'il faut avoir écoutés dans sa vie. 

### Titres
Tous les titres sont de Garrett Dutton (G. Love). 
1. The Things That I Used to Do (3:35)
2. Blues Music (4:17)
3. Garbage Man (4:51)
4. Eyes Have Miles (5:22)
5. Baby's Got Sauce (Jeffrey Clemens, G. Love)  (3:54)
6. Rhyme for the Summertime (3:06)
7. Cold Beverage (2:33)
8. Fatman (4:16)
9. This Ain't Living (6:34)
10. Walk to Slide (4:28)
11. Shooting Hoops (with Mou Akoon) (3:31)
12. Some Peoples Like That (4:49)
13. Town to Town (3:33)
14. I Love You (3:32)

### Musiciens
- Garrett Dutton (G. Love) : guitare, harmonica, voix
- Jeffrey Clemens : batterie, percussions, voix
- Aaron Love : guitare, harmonica, voix
- Jimmy Prescott : basse, contrebasse
- Scott Spencer Storch : piano